# محسن بن الحسين
الشريف محسن بن الحسين الحارثي 1327–1387ھ (1908 – 1968م) ضابط ومستشار عسكري سعودي؛ تدرج في الرتب حتى وصل إلى رتبة عميد ثم أحيل على التقاعد. كان عضواً في مجلس الشورى السعودي منذ عام 1372ھ / 1952 حتى قبيل وفاته، وهو أحد الرواد المؤسسين للمدرسة العسكرية في الطائف والتي كانت مركزا للتدريب أيضًا.